# 재능대학교
재능대학교(才能大學校, 영어: JEI University)는 대한민국 인천광역시 동구와 연수구에 소재한 대한민국의 사립 전문대학이다.
1970년 설립된 대헌전자공업전문학교가 모태. 1979년 전문대학으로 승격되어 2011년 인천재능대학교로 교명을 변경했으며, 이후 2024년 3월 1일 재능대학교로 다시 교명을 변경했다.
국문 약칭으로 재능대(才能大)가 사용되며, 영문 약칭으로 JEIU 등을 사용하고 있다.

## 연혁
재능대학교는 재단법인 인숭학원이 1970년 12월 16일 설립한 대헌전자공업전문학교가 모태이다. 4년 후인 1974년 1월 24일, 대헌공업전문학교로 교명을 변경하였다. 1979년 1월 1일, 전문대학으로 승격되며 대헌공업전문대학으로 교명을 변경하였다. 1994년 3월 1일, 대헌전문대학으로 교명을 변경하였다. 한편, 구 재단법인 인숭학원이 조직 변경된 학교법인 대헌학원이 재능교육에 인수되었다. 이에 맞추어 1998년 5월 1일, 교명이 재능대학으로 변경되었다. 2011년 11월 21일, 인천재능대학교로 교명을 변경했으며,  2024년 3월 1일 재능대학교로 다시 교명을 변경해 현재에 이르고 있다.
2015년 9월 1일, 송도캠퍼스를 개교하였다. 2021년, 개교 50주년을 맞이하였다.

## 교육편제
재능대학교는 전문대학으로, 인공지능 분야와 생명공학 분야에 대하여 특성화된 교육편제를 설치하고 있다고 알려져 있다.
AI학부, 인문사회계열, 자연과학계열, 예술디자인계열, 미래창업학부 학부 아래 전공 과정을 두고, 전문학사 학위 과정을 교육하고 있다.

## 캠퍼스 풍경
재능대학교는 인천광역시 소재 사립 전문대학으로, 동구와 연수구에 캠퍼스를 각각 두고 있다.

### 본교캠퍼스
재능대학교 본교캠퍼스 혹은 송림캠퍼스는 송림동에 위치한다. 6동의 건축물이 위치하고 있다. 캠퍼스 서부를 재능로가 감싸는 형태이며, 북부 방면으로 재능로를 통하여 캠퍼스 접근이 가능하다. 캠퍼스 동부 방면으로 동일 법인이 운영하는 학교를 포함한 각종 중·고등학교가 있다. 캠퍼스 북부 방면 송림로를 통하여 동부 방면으로 인천대학교 제물포캠퍼스, 청운대학교 인천캠퍼스 등이 인근에 위치한다.

### 송도캠퍼스
재능대학교 송도캠퍼스는 송도동에 위치한다. 2동의 건축물이 위치한다. 송도교육로 등을 사이에 두고 북서부 방면에 인천가톨릭대학교 송도국제캠퍼스, 남동부 방면에 한국외국어대학교 송도캠퍼스 등이 위치하고 있다.

## 같이 보기
- 재능그룹
- 재능고등학교
- 재능중학교